# Léonard Blomme
Pour les articles homonymes, voir Blomme.
Léonard Blomme (Anvers 2 mai 1840 ― ibidem 23 juillet 1918) est un architecte belge (flamand), auteur de nombreux édifices, dont quelques-uns à caractère monumental, souvent fortement ornementés, et situés presque tous dans l’agglomération anversoise ou dans la moitié sud-ouest de la province d'Anvers. Pratiquant divers styles selon la vogue de son temps, l'environnement local ou les desiderata de ses commanditaires, il penchait cependant davantage vers le néo-gothique et le néo-renaissance ; très schématiquement, le néo-gothique est préféré pour l’architecture religieuse, le néo-Renaissance flamande pour l’architecture civile publique, et le style anglo-normand pour les maisons privées. Le matériau privilégié est la brique, rehaussée, dans des proportions variables, de grès blanc et de pierre bleue. 
Disciple de Joseph Schadde, alors architecte attitré de la province d’Anvers (« architecte provincial »), Léonard Blomme lui succéda dans cette charge en 1869, qu’il exerça pendant une trentaine d’années ; à ce titre, il eut à réaliser, dans la partie ouest et sud de la province, et à Anvers même, un grand nombre d’ouvrages publics : écoles (souvent avec maison de fonction pour instituteurs), maisons communales, fontaines publiques, églises (souvent avec leur presbytère), orphelinats, etc. Il travaillait généralement en collaboration avec son frère cadet Henri Blomme.
Il enseigna à l’Institut supérieur des Beaux-Arts d’Anvers et fut vice-président de la Commission royale des Monuments. Architecte fêté de son vivant, il fut promu commandeur de l’ordre de la Couronne et officier de l’ordre de Léopold. Son œuvre la plus célèbre reste la maison communale de Borgerhout, de style néo-renaissance flamande. 

## Réalisations

### Justice de paix de Heist-op-den-Berg

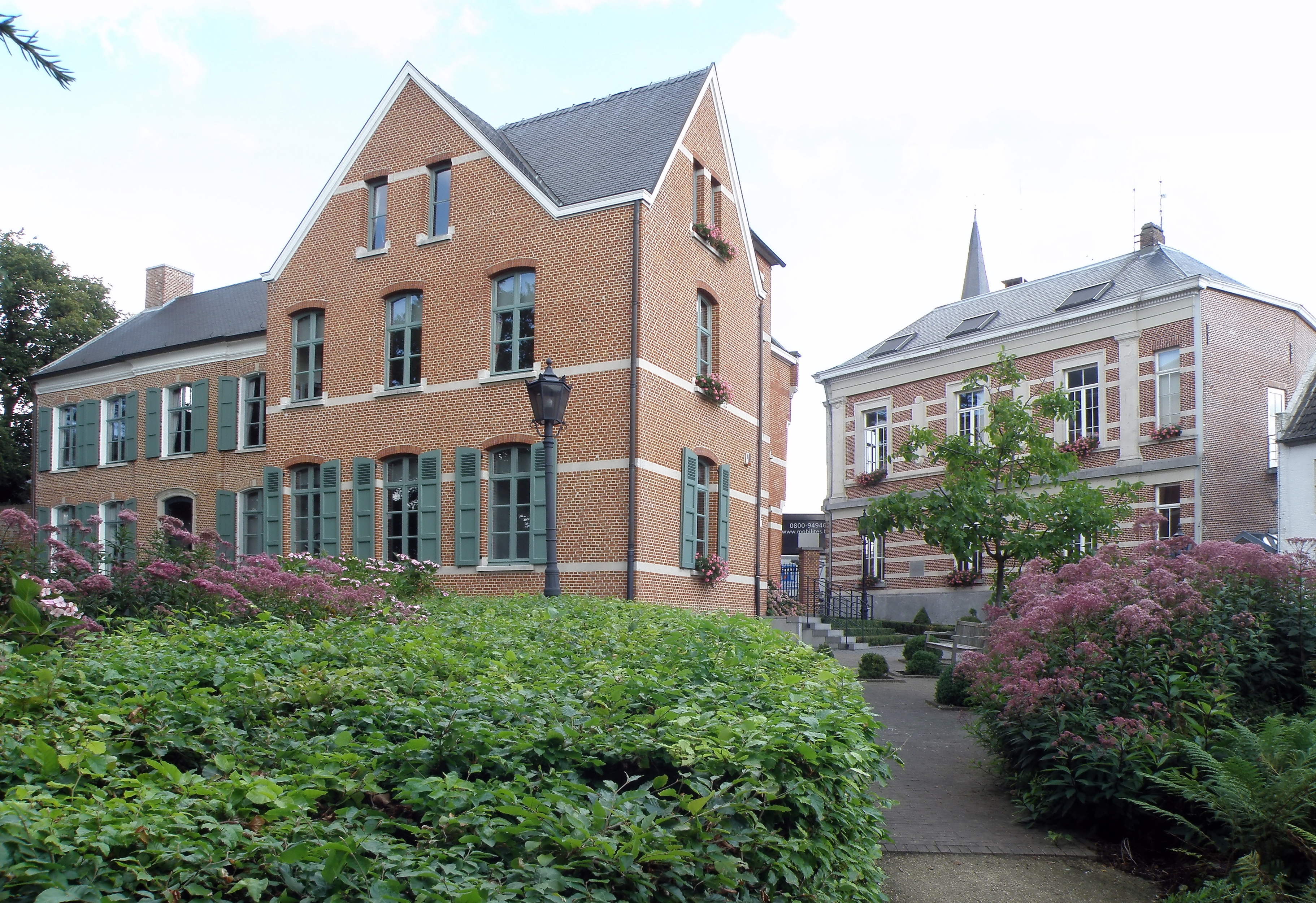
Heist-op-den-Berg : justice de paix à droite, conçu par Blomme, et ancien presbytère à gauche, restauré et remanié par l'architecte.

Ce bâtiment néoclassique, sis sur la Grand’Place (officiellement Kerkplein) de Heist-op-den-Berg, fut la première réalisation majeure de l’architecte, alors âgé de 27 ans. Quoique de dimensions assez modestes, ne comportant en effet qu’un seul étage et présentant une façade côté place d’une travée seulement, l’édifice impose cependant par ses pilastres d’angle du premier étage, ses moulures de pierre sur fond de briques, et son fronton orné d’une balance sculptée, symbole de la justice. Le bâtiment est aujourd’hui intégré à la mairie, qui lui est contiguë.

### Bâtiments scolaires
Dans les années 1870, Blomme, en sa qualité d’architecte provincial, se vit confier dans divers villages et petites villes dans le sud de la province d’Anvers, la création d’une série d’écoles primaires, généralement assorties d’une demeure à l’usage de l’instituteur. Au nombre de plus d’une douzaine, et assez semblables entre elles, ce sont des bâtiments de brique, généralement sans étage à l’origine, déployant en longueur leurs façades gouttereau, comportant en moyenne de quatre à cinq travées, sous toiture à bâtière ; les travées sont scandées par des lésènes, ou, plus rarement par des pilastres (Walem, 1873), et parfois interrompues, comme à Itegem (1871), par un ressaut central encadré de pilastres et couronné d’un petit fronton triangulaire d’inspiration classique ; les baies, cintrées en arcs surbaissés, s’inscrivent dans des pans de mur en retrait de même forme. Une frise de briques avec larmier, un soubassement de pierre, des cordons en briques vitrifiées ou grises et des ancres décoratives complètent la sobre ornementation de ces édifices.

### Mairies de village
De la même décennie 1870 datent également une série de mairies de village (maisons communales), souvent conçues par Blomme en association avec une maison d’instituteur contiguë. 
La plus ancienne est la maison communale de Lippelo (comm. de Saint-Amand ; actuellement bibliothèque municipale), de style néo-Renaissance flamand, dont Blomme dessina les plans en 1875. Elle présente côté rue une façade gouttereau de deux niveaux et de trois travées, à parement dit en « barde de lard » (c'est-à-dire composée de bandes horizontales de brique et de pierre en strates alternées typiques du style néo-Renaissance flamande), et percée de baies à arc surbaissé. La travée centrale, en légère saillie par rapport au reste de la façade, comportant une porte d’entrée à imposte et un balcon, est surmontée d’un pignon à redans ornés de pinacles à 45 degrés. 
De 1880-1882 date la maison communale de Berlaar, également de style néo-renaissance flamande, présentant une façade gouttereau de deux niveaux et, à l’origine, de quatre travées (elle en totalise sept aujourd'hui, la demeure d’instituteur attenante, d’aspect plus simple, lui ayant été incorporé ultérieurement). La façade se caractérise par la présence de travées brugeoises, par des moulurations de pierre, par un perron à balustrade, et par une travée en saillie destinée à accueillir une porte d’entrée à imposte plein cintre, un balcon à l’étage, et, plus haut, une lucarne flanquée d’ailerons à volutes et surmontée d’un fronton combinant la forme triangulaire et cintrée. 
La maison communale de Leest, près de Malines (1882, actuellement bureau de poste et bibliothèque municipale), résulte elle aussi de la réunion de ce qui était à l’origine deux corps de bâtiment, la mairie proprement dite et une demeure d’instituteur attenante, comprenant ainsi six travées au total. La façade gouttereau, de style néo-renaissance, construite en brique, avec utilisation de pierre pour soubassements, appuis de fenêtres, linteaux et moulurations, est percée de baies rectangulaires, sous arc de décharge surbaissé avec clef en pointe de diamant. Le corps de bâtiment de gauche, correspondant à la mairie originelle, plus large et plus richement élaboré que le corps de bâtiment de droite, plus sobre, correspondant à l’ancienne demeure d’instituteur, possède une travée centrale dotée d’un balcon trapézoïdal sur cul-de-lampe, avec garde-corps ajouré, et couronnée d’une lucarne à trois jours dont le pignon triangulaire s’orne d’un cartouche millésimée à sa base et d’un pinacle à 45 degrés.
La mairie de Koningshooikt (localité appartenant aujourd'hui à la ville de Lierre), de style néo-renaissance flamande, dont l’architecte dessina les plans en 1884, consiste en un corps de logis à façade gouttereau de trois travées et deux niveaux, flanqué de part et d’autre d’une petite dépendance d’une seule travée et sans étage. Construit en brique, l’édifice incorpore également la pierre pour marquer les plinthes, bandeaux, moulures de corniche, trous de boulins, etc. La travée centrale est mise en valeur par un balcon rectangulaire aménagé à l’étage, où se trouve la salle du conseil, et par un pignon à ailerons.

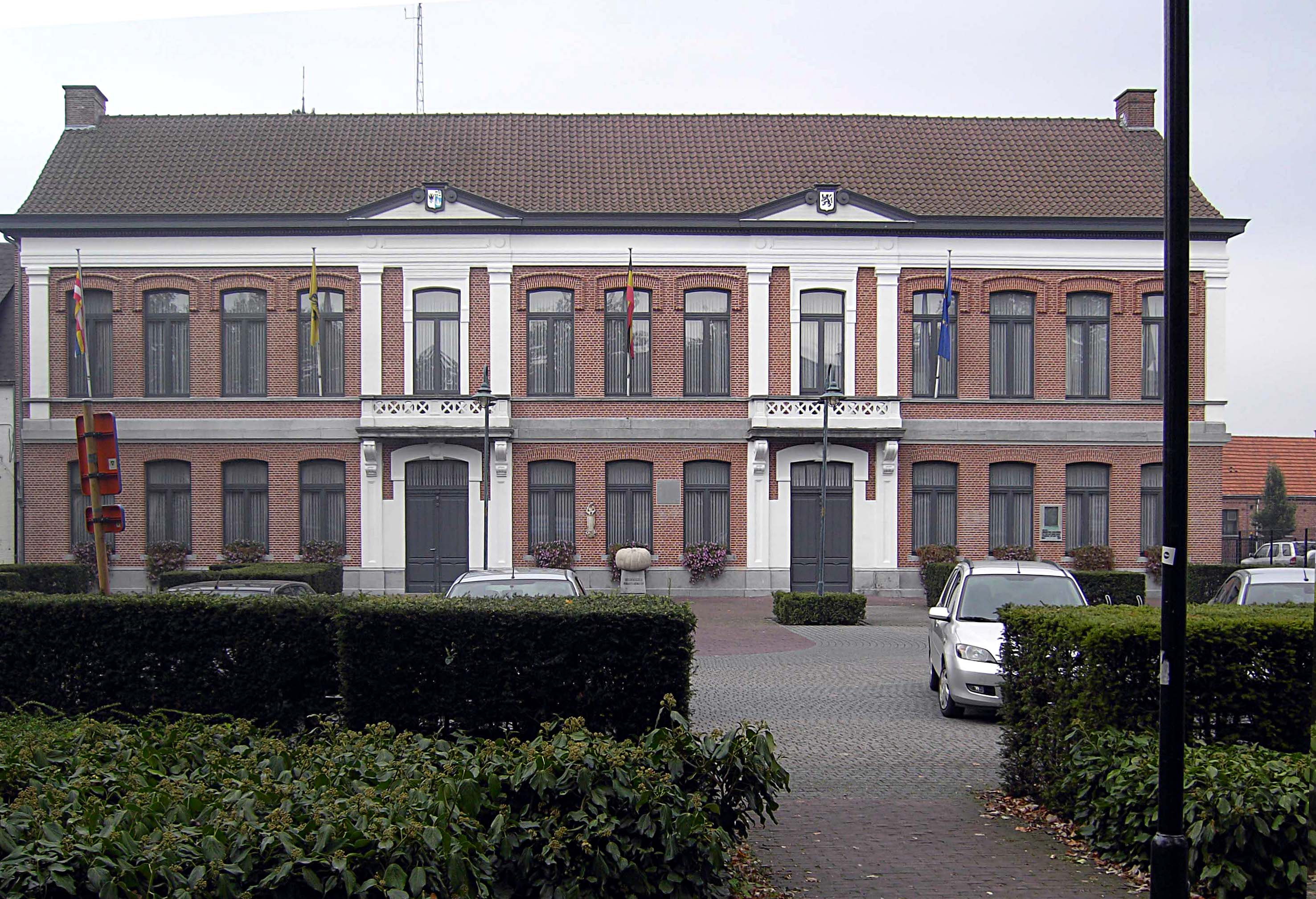
Maison communale de Kasterlee.

Reste à signaler enfin la mairie de Kasterlee, seul ouvrage de Blomme sis dans l’arrondissement de Turnhout (dans l’est de la province). L’édifice actuel compte treize travées, après l’adjonction en 1995 de cinq travées supplémentaires (à gauche) aux huit travées originelles prévues par Blomme ; ces travées nouvelles sont identiques aux cinq travées de droite, donnant à l’ensemble son aspect symétrique actuel. Le bâtiment tel que conçu par l’architecte en 1874, de huit travées (celles de droite) et deux niveaux, est le résultat du remaniement et de l’extension de ce qui était précédemment une maison d’instituteur, refaçonnée en mairie et demeure d’instituteur. L’ensemble présente sur la place du Marché de Kasterlee une façade gouttereau de brique, avec emploi de pierre pour la plinthe et pour le large bandeau en saillie séparant les deux niveaux. Les deux travées d’entrée, la cinquième à partir de la droite et la cinquième de la gauche, en léger ressaut, encadrées de pilastres enduites (traitées en creux au rez-de-chaussée), portent un balcon sur consoles à volute et se terminent par un fronton triangulaire au sommet duquel se trouve incrusté le blason de la commune, au fronton de gauche, et le lion belge à droite. Les baies sont à arc surbaissé, celles de l’étage étant ornées d’une petite corniche récurrente. Depuis l’extension de 1995, le bâtiment fait également office de commissariat de police.

### Églises de village
Blomme conçut et réalisa, ou remania de façon importante, plus d’une dizaine d’églises pour le compte de paroisses rurales et de petites villes dans le sud et l’ouest de la province.
L’église paroissiale Saint-Pierre (néerl. Sint-Pieterskerk) de Berlaar, près de Lierre, édifiée entre 1874 et 1880, est la première à être entièrement conçue par l’architecte. Il s’agit d’une basilique en croix à trois vaisseaux, de style néoroman, destinée à remplacer une église plus ancienne, en gothique tardif des XVIIe et XVIIIe siècles, elle-même remplaçant une église d’environ 1230 ; de cette dernière construction, l’antique clocher fut conservé, et l’effort de Blomme tendit à concevoir une église en harmonie avec celui-ci (le clocher fut dynamité en mai 1940 par l’armée belge, mais reconstruit à l’identique, avec récupération maximale des matériaux, entre 1940 et 1943). Nef, transept et chœur sont percés d’ouvertures plein-cintre ou ogivales et de rosaces. Le bras nord du transept se termine par un portail d’entrée surmonté d’un gâble.
L’église paroissiale Saint-Alphonse de Liguori (néerl. Sint-Alfonsius de Liguorikerk) du village de Goor (appartenant aujourd'hui à la commune de Heist-op-den-Berg) fut réalisée entre 1877 et 1879 selon des plans de Blomme établis en 1876. Elle succéda à l’église provisoire, construite en 1873, lorsque Goor fut érigée en paroisse autonome. La pénurie de moyens conduisit à n’utiliser quasiment que de la brique, et donc à délaisser presque entièrement la pierre. L’édifice, de style néo-gothique, forme un ensemble sobre, comprenant une nef de cinq travées voûtée en berceau brisé avec collatéraux, un clocher carré à l’entrée de la nef, un chœur de deux travées, et un transept d’une seule travée ; chœur et bras du transept sont fermés par des murs plats. Façade occidentale, transept, chœur et nef sont percés de fenêtres ogivales et d’oculi. 
En 1898, Blomme dessina les plans d’une église pour la paroisse nouvellement créée de Notre-Dame de l’Immaculée Conception (néerl. parochiekerk Onze-Lieve-Vrouw Onbevlekt Ontvangen) à Petit-Willebroeck, dans le nord de la petite ville industrielle de Willebroek, alors en rapide expansion. L’église, de style néo-gothique, réalisée sous la direction d’Eduard Careels entre 1899 et 1901, bâtie presque exclusivement en brique, se compose : d’une nef à trois vaisseaux et de sept travées, couverte d’une voûte de bois en berceau brisé ; de collatéraux voûtés en demi-berceau ; d’un chœur, d’une hauteur moindre, fermé par un mur plat ; et d’un clocher carré de trois étages, orné de lésènes, coiffé d’un comble pyramidal, flanquant la nef au sud-ouest. Les murs sont percés de baies ogivales, généralement réunies deux à deux. Des arcs doubleaux polychromes sur colonnettes marquent la nef et le chœur ; le baptistère, la travée sous le clocher et les chapelles sont couverts de voûtes en croisée d’ogives.
En 1883, Blomme se vit confier la conception de l’église paroissiale Saint-Rumold de Heikant (comm. de Berlaar, néerl. Sint-Rumolduskerk). L’édifice, réalisé entre 1885 et 1886, est une sobre église néo-gothique, en brique, composée d’une nef voûtée en berceau brisé de quatre travées avec collatéraux, d’un transept d’une travée, et d’un chœur, de hauteur moindre, de deux travées, clos par une abside semi-circulaire. La pierre est utilisée pour les éléments décoratifs (couvrements de baie, moulurations, trous de boulins, etc.). Les percements sont de forme ogivale ; la façade comporte un portail à arc brisé, dont le tympan s’orne d’entrelacs néo-gothiques, et des baies ogivales réunies deux par deux. Le portail est surmonté d’un clocher carré à deux étages et à flèche. À l’intérieur, les parois sont soit de brique apparente, soit peintes ; on y remarque des chapiteaux feuillagés.
L’église paroissiale Saint-Nicolas (Sint-Niklaaskerk) de Putte, de style néo-gothique, dessinée par Blomme et réalisée par lui entre 1891 et 1894, remplace une église plus ancienne, dont les premières origines se sont perdues, mais qui fut remaniée et agrandie aux XVIIe et XVIIIe siècles. Elle se compose d’une nef de quatre travées voûtées en croisées d’ogives en brique, avec triforium ; d’un transept de deux travées ; d’un chœur de trois travées, clos par une abside à sept pans, avec déambulatoire ; et d’une tour occidentale carrée, de cinq niveaux soulignés par des moulures. À nouveau, la brique est privilégiée, avec utilisation cependant de grès pour le soubassement et les moulurations, et de brique vitrifiée pour les bandeaux. Le portail présente une rosace sous sa voussure ogivale. Les parois intérieures sont en briques nues ou revêtues d’un enduit ou peintes. 
En 1897, après que le village de Branst (comm. de Bornem, dans l’extrême sud-ouest de la province) eut été reconnu officiellement paroisse auxiliaire de Bornem, il conçut les plans de l’église paroissiale Saint-Vincent-de-Paul (néerl. parochiekerk Sint-Vincentius a Paulo), destinée à remplacer l’ancienne chapelle érigée en 1880. C’est une église néo-gothique d’allure simple, en brique, constituée d’une nef de trois travées voûtée en croisées d’ogives, d’un transept d’une travée, d’un chœur de quatre travées, de hauteur légèrement moindre, fermé par une abside à trois pans, et d’un clocher carré de trois niveaux coiffé d’un comble pyramidal. Les murs, percés de baies en arc brisé, sont de brique, le grès n’étant mis à contribution que pour les moulurations, les appuis, les couvrements de baies, et quelques ornementations. Les parois intérieures sont pour partie en brique, pour partie couvert d’un enduit et peintes. Arcs formerets en ogives.

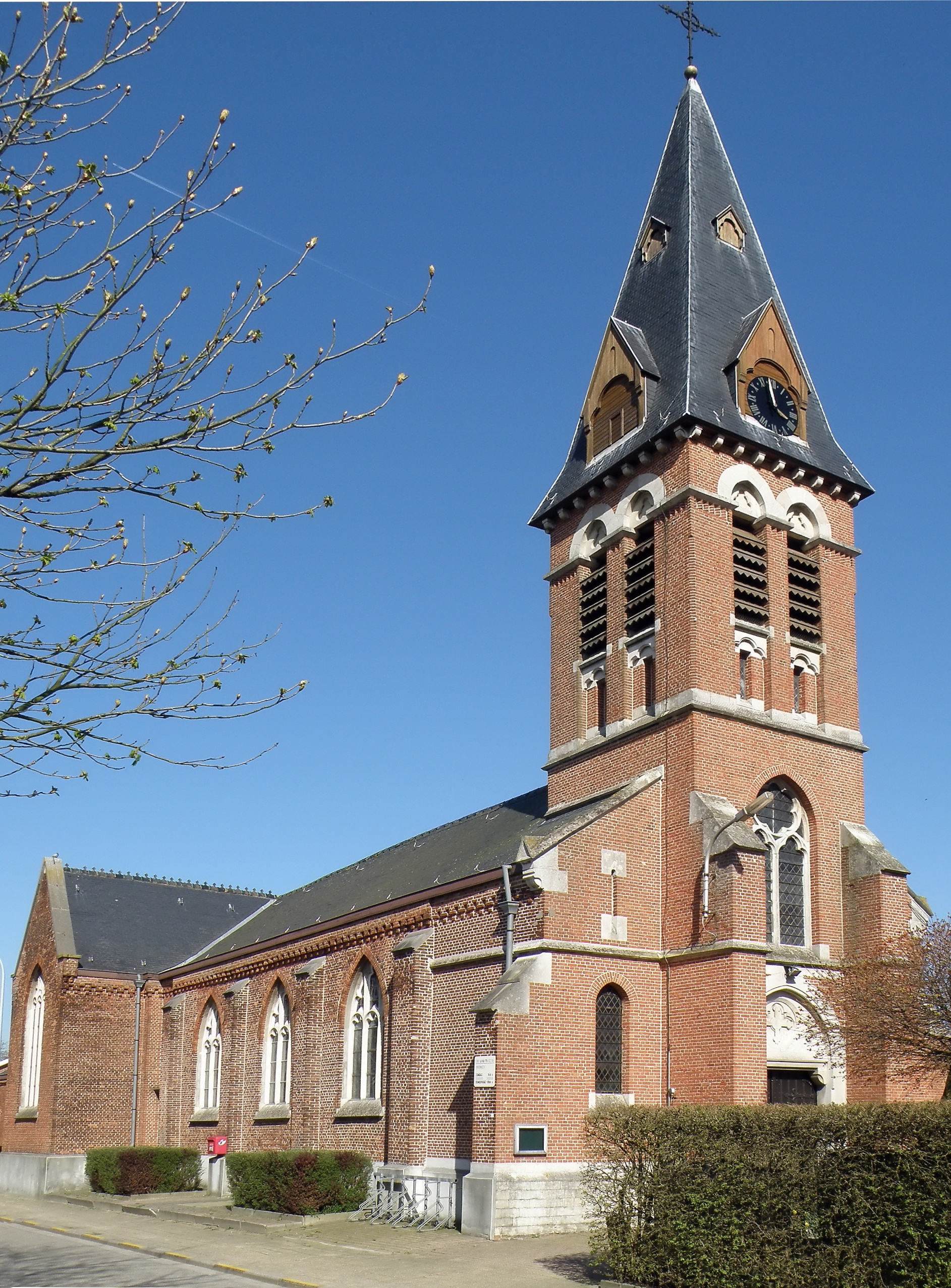
Église de Weert : le clocher en fut reconstruit par Blomme.

L’actuelle église paroissiale Notre-Dame-et-Saint-Joseph (néerl. Onze-Lieve-Vrouw-en-Sint-Jozefkerk ; chœur orienté à l’ouest) de Pijpelheide (comm. de Heist-op-den-Berg) est le résultat de l’agrandissement, en deux étapes, de l’ancienne chapelle de brique, agrandissement rendu nécessaire par la croissance de la population. La première étape, menée par Blomme en 1889 et 1890, consista à prolonger la chapelle vers l’ouest par la construction du chœur actuel et des trois dernières travées (occidentales) ; la deuxième, à démolir, plus de soixante ans plus tard, la chapelle originale et à construire en lieu et place deux travées supplémentaires et un clocher (plans de Van Steenbergen). L’ensemble a su garder néanmoins un aspect néo-gothique homogène.
En 1899, Blomme fut chargé de la conception d’une église dans la localité de Peulis (aujourd'hui village de l’entité de Putte). Ses plans, exécutés de 1900 à 1902, prévoyaient une église néo-romane en brique, de trois vaisseaux, à nef de cinq travées, transept de deux travées, et chœur de deux travées se terminant par une abside semi-circulaire. La pierre, utilisée avec parcimonie, est employée à des fins décoratives (encadrements de baies, cordons, trous de boulin, etc.). Les murs sont scandés de lésènes, que relie entre elles une frise d’arceaux. Les baies, géminées notamment dans le clocher, sont à arc plein-cintre. La nef est couverte d’une voûte en berceau plein-cintre faite de bois, tandis que les collatéraux sont couverts de voûtes d’arêtes en brique. La façade occidentale est flanquée à droite par un clocher carré, à trois niveaux, situé dans l’axe du collatéral droit, et par le baptistère à gauche. Le portail donne accès à une travée voûtée en coupole. Les parois intérieures sont recouvertes d’un enduit et peintes.
Blomme dirigea par ailleurs la restauration, selon les cas plus ou moins conservatrice, d’une série d’églises : à Weert (comm. de Bornem), où il fit démolir en 1875 le vétuste clocher de l’église Sainte-Anne, pour ensuite le reconstruire de manière semblable, mais un peu plus en avant de l’édifice, de façon à l’agrandir ; à Nijlen, où l’église Saint-Lambert (néerl. Sint-Lambertuskerk), laquelle remonte en grande partie à l’époque gothique (XIVe et XVe siècles), fut restaurée par ses soins en 1873 et 1874, avec enlèvement concomitant du mobilier baroque du XVIIIe, afin de rétablir le caractère gothique du bâtiment ; à Heist-op-den-Berg, où Blomme, par souci d’homogénéité, revêtit en 1882 de parements de grès les collatéraux de brique dont avait été dotée en 1841 l’église paroissiale gothique Saint-Lambert, datée de 1340, qu’il remania par ailleurs, et à laquelle il revint en 1897 pour lui faire subir d’importantes réparations ; à Hallaar (comm. de Heist), où l’église Notre-Dame-du-Perpétuel-Secours (néerl. Onze-Lieve-Vrouw Altijddurende Bijstand), datant du XIVe ou du XVe siècle, et du deuxième quart du XVe en ce qui concerne le clocher, fut profondément remaniée par Blomme entre 1901 et 1903, au point d’en altérer l’antique aspect, le remaniement ayant en effet consisté à remodeler le vaisseau central et à lui adjoindre des nefs collatérales ; à Eikevliet, près de Bornem, où il fut chargé en 1874 d’ajouter une sacristie à l’église Saint-Lambert datée de la fin du XVIIIe siècle.

### Presbytères
Toujours dans le cadre de sa fonction d’architecte provincial, Blomme fut également amené, dans les mêmes contrées, à dessiner les plans de nombre de presbytères. Réalisés souvent comme un projet à part, à côté et indépendamment d’une église déjà existante, mais parfois aussi en association avec une église nouvelle également conçue par lui, ces presbytères sont de style néo-classique (Heist-op-den-Berg, Koningshooikt) ou néo-traditionnel (Berlaar), mais répondent le plus souvent à un modèle stéréotypé, sans grande recherche architecturale : une bâtisse entourée d’un jardin, à façade gouttereau en briques, de deux niveaux et cinq travées, avec porte d’entrée s’inscrivant dans une travée centrale en léger ressaut et se prolongeant par un petit pignon surligné de pierre (Goor, 1874). La plupart du temps se retrouvent les mêmes éléments décoratifs (cordons, soubassements de pierre bleue, etc.), des travées brugeoises (pans de mur légèrement en retrait, se terminant en arcade au sommet, dans lesquels s’inscrivent les baies) apparaissant parfois (Berlaar, 1878). 
Le presbytère à Goor (1874, réalisé en 1877), dont les plans furent dessinés peu avant ceux de l’église néo-gothique Saint-Alphonse-de-Liguori proche, représente le type classique de presbytère. La travée centrale légèrement saillante de cet édifice en brique renferme la porte d’entrée et se termine par un pignon surligné de pierre bleue. Des briques plus sombres et des effets d’appareillage marquant les bandeaux et les arcs de décharge en constituent les éléments décoratifs.
Dans le centre de Heist (1874), il conçut un presbytère néoclassique, d’allure sobre, et de type classique. Le bâtiment, construit en brique, fut achevé par Eduard Careels en 1905.

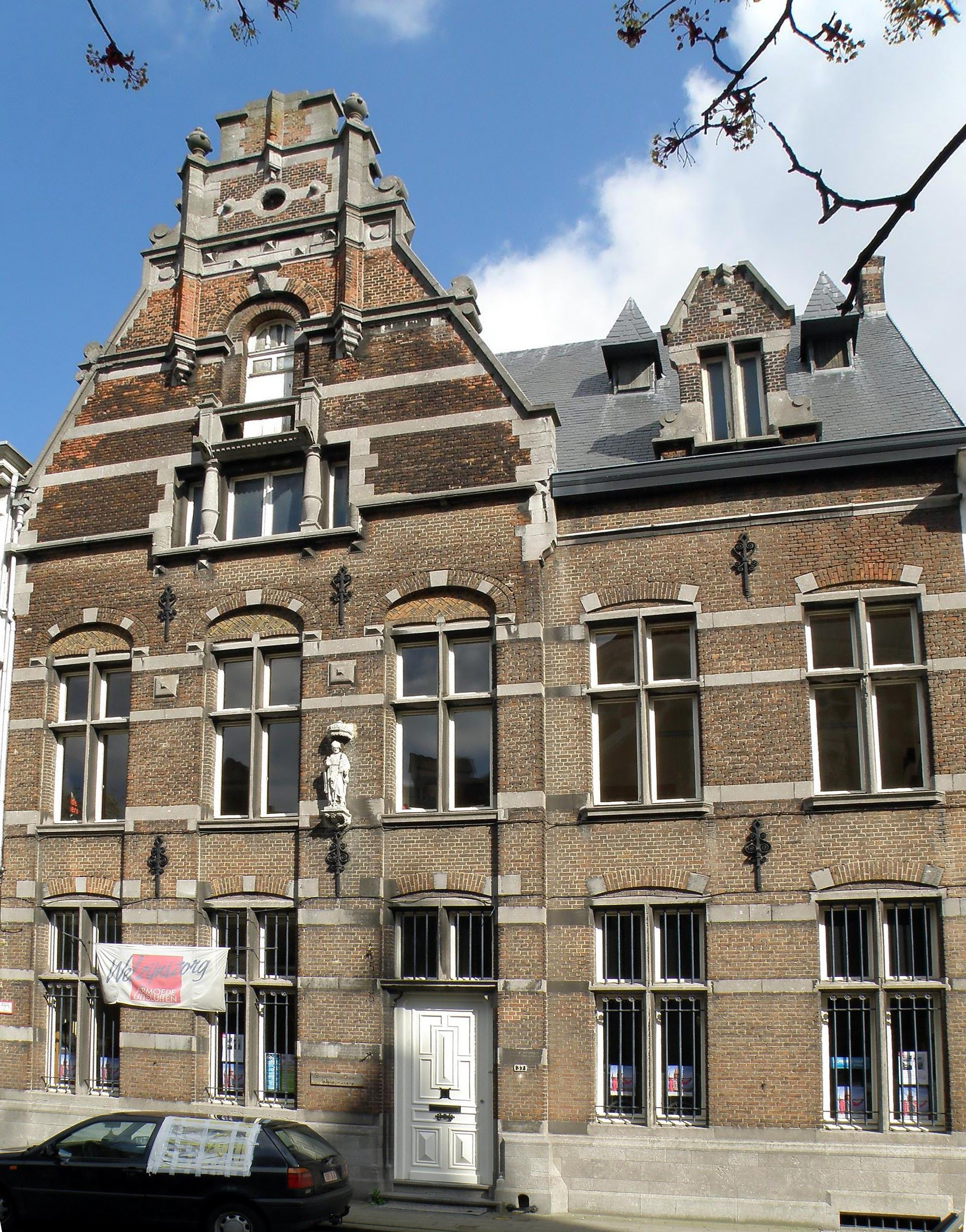
Presbytère néo-renaissance de l'église Saint-Willibrord à Anvers (avec Henri Blomme).

Le presbytère de Lippelo (1875), originellement demeure d’instituteur, fut construit à la même époque que la maison communale évoquée ci-haut. La façade gouttereau, en brique, large de trois travées, est rehaussée de moulures en saillie et d’une frise de briques.
Le presbytère qu’il conçut pour le village de Berlaar en 1878, de style néotraditionnel, comprend trois travées sur deux niveaux. La façade de brique combine un mur gouttereau et, sur la droite, un mur pignon en saillie aux contourx surlignés de pierre. Sont en pierre également le soubassement, les bandeaux et les moulures saillantes. À noter que les baies s’inscrivent dans des panneaux de mur en léger retrait et de forme ogivale, dits travées brugeoises. Le bâtiment fut détruit en 1914, mais reconstruit à l’identique en 1922-1923 sous la direction d’Eduard Careels.
Plus d’une dizaine d’années plus tard, Blomme conçut les plans du presbytère de Bevel (1891, comm. de Nijlen). La façade de brique, qui combine mur gouttereau et mur pignon, est rythmée par des travées brugeoises et marquée de bandeaux en brique vitrifiée ; la porte d’entrée en particulier, à encadrement de pierre, s’inscrit dans un panneau ogival néo-gothique avec motif polylobé. Le bâtiment sert aujourd'hui de bibliothèque publique.
Il revint à Heist en 1891, pour y restaurer un presbytère de style classique, en brique, daté de 1769, et sis sur la place principale de ladite ville (la Kerkplein, au sommet de la butte). Le bâtiment, à façade gouttereau de cinq travées et deux étages, faisait office depuis 1873 de doyenné. À cet édifice originel, il adjoignit, placée d’équerre par rapport à celui-ci, une aile nouvelle de style néo-traditionnel, présentant sur la place une façade pignon de trois travées et deux étages. Le fronton triangulaire qui surmontait la travée centrale de l’édifice originel fut enlevé lors de la restauration menée par Blomme, mais semble avoir été rétabli depuis. Le bâtiment héberge aujourd'hui les sercvices administratifs de la mairie proche.
Blomme conçut en 1895 pour la paroisse de Branst, peu avant de dessiner les plans de l’église Saint-Vincent-de-Paul pour cette même paroisse (1897), un presbytère néo-gothique en brique, se présentant comme une façade pignon de deux niveaux et trois travées brugeoises, avec tourelle d’angle, bandeaux en brique vitrifiée, et porte d’entrée sous arcade ogivale encadrée de pierre bleue dans la façade latérale droite.
Il conçut, en même temps que l’église néo-gothique Saint-Willebrord d’Anvers (1887), aussi le presbytère néo-renaissance associé à cette église (cf. ci-après).
Par ailleurs, il restaura, agrandit ou remania les presbytères de Hingene (comm. de Bornem), d’Oppuurs (comm. de Saint-Amand), de Ruisbroek, d’Itegem, etc.

### Église Saint-Willibrord d’Anvers

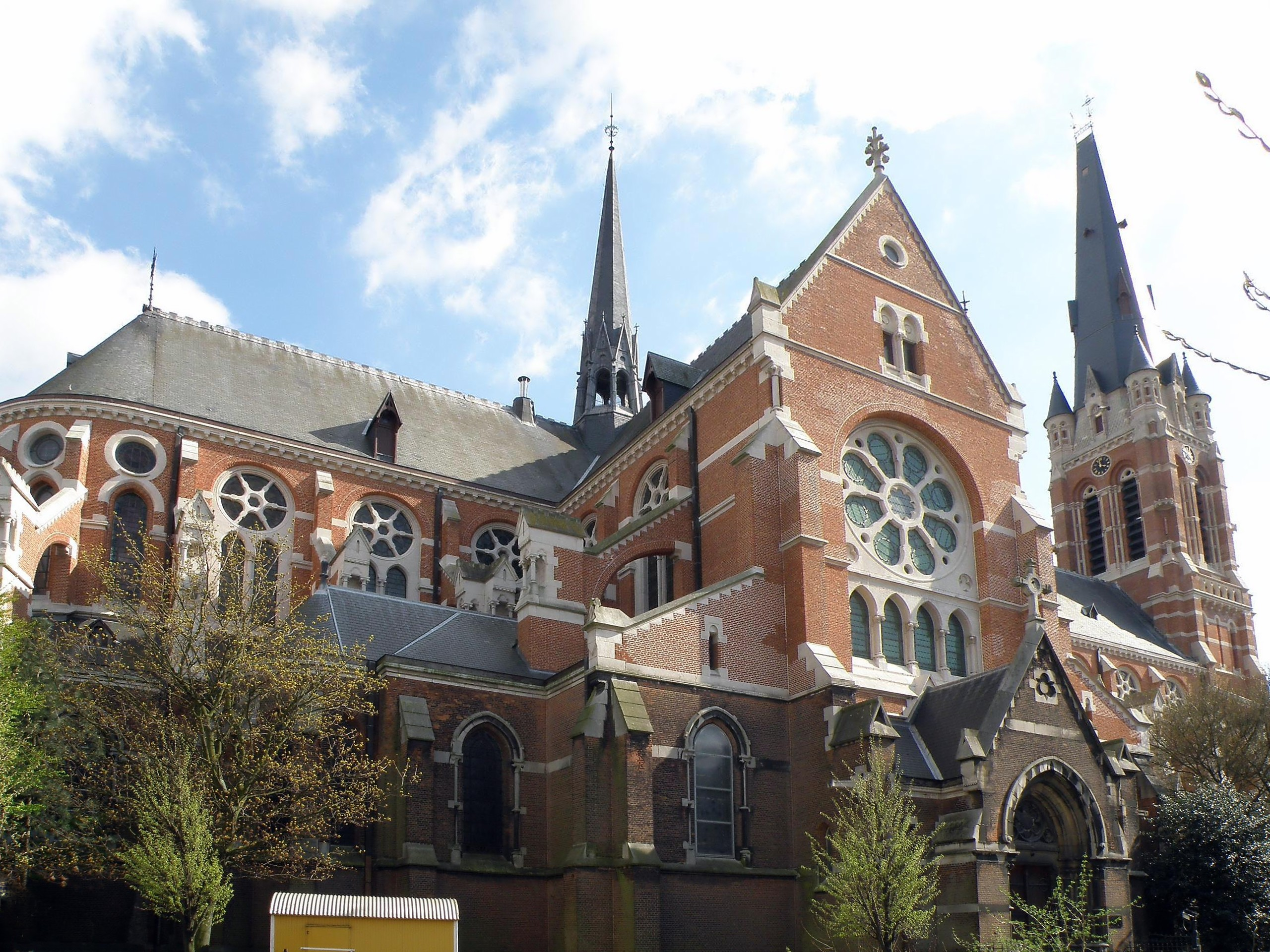
Église Saint-Willibrord d'Anvers.

En collaboration avec son frère Henri, Léonard Blomme réalisa entre 1886 et 1891, dans un faubourg est de la ville d’Anvers, après appel d’offres et adjucation finale en 1885, une monumentale église de style néo-gothique, placée sous le vocable de saint Willibrord (néerl. Sint-Willibrorduskerk), destinée à remplacer une ancienne église de 1614, agrandie au milieu du XVIIe, située très près de l’emplacement de l’église actuelle ; l’église devancière fut démolie en 1893, peu après que son successeur eut été achevé. À la conception du nouvel édifice, qui renvoie de façon patente à l’art gothique français e.a. par son parti pris de verticalité, ont présidé d’une part les théories de Viollet-le-Duc et d’autre part l’exemple de l’église Saint-Amand (Sint-Amanduskerk, arch. Lodewijk Baeckelmans & Frans Baeckelmans) érigée en 1874 dans le faubourg anversois du Stuivenberg. Le bâtiment se compose : d’une nef à trois vaisseaux de six travées ; d’un transept à trois vaisseaux de deux travées ; d’un chœur de deux travées fermé par une abside à sept pans qu’entoure un déambulatoire ; de nombreuses chapelles ; et d’un clocher de cinq niveaux à flèche polygonale effilée, haute de 81m. Construit en brique rouge avec emploi de pierre pour les éléments décoratifs, les encadrements de baies, les contours d’arcades, etc., l’édifice a été doté de toute la plastique architecturale et ornementale gothique, savoir : baies en ogive, arcs-boutants, gâbles, pinacles, gargouilles, rosaces, etc. À l’intérieur : triforium, nef voûtée en croisée d’ogives et couverte d’un enduit peint, voûte des collatéraux en brique. Parmi l’ameublement, on remarque une toile de Rubens de 1630 (Saint-Willibrord en adoration devant la Sainte-Famille) ; le reste de l’ameublement (autels, retables, orgues, etc.), de même que les vitraux, sont néogothiques et datent des alentours de 1900. 
Le presbytère associé à l’église, de style néo-renaissance flamande (1887-1888), est une bâtisse de cinq travées et à étage, construite en brique avec emploi de pierre pour les encadrements de baies et les meneaux, cordons, amortissements, etc. On remarque dans la façade une statuette de saint Willibrord sous un dais.

### Maison communale de Borgerhout

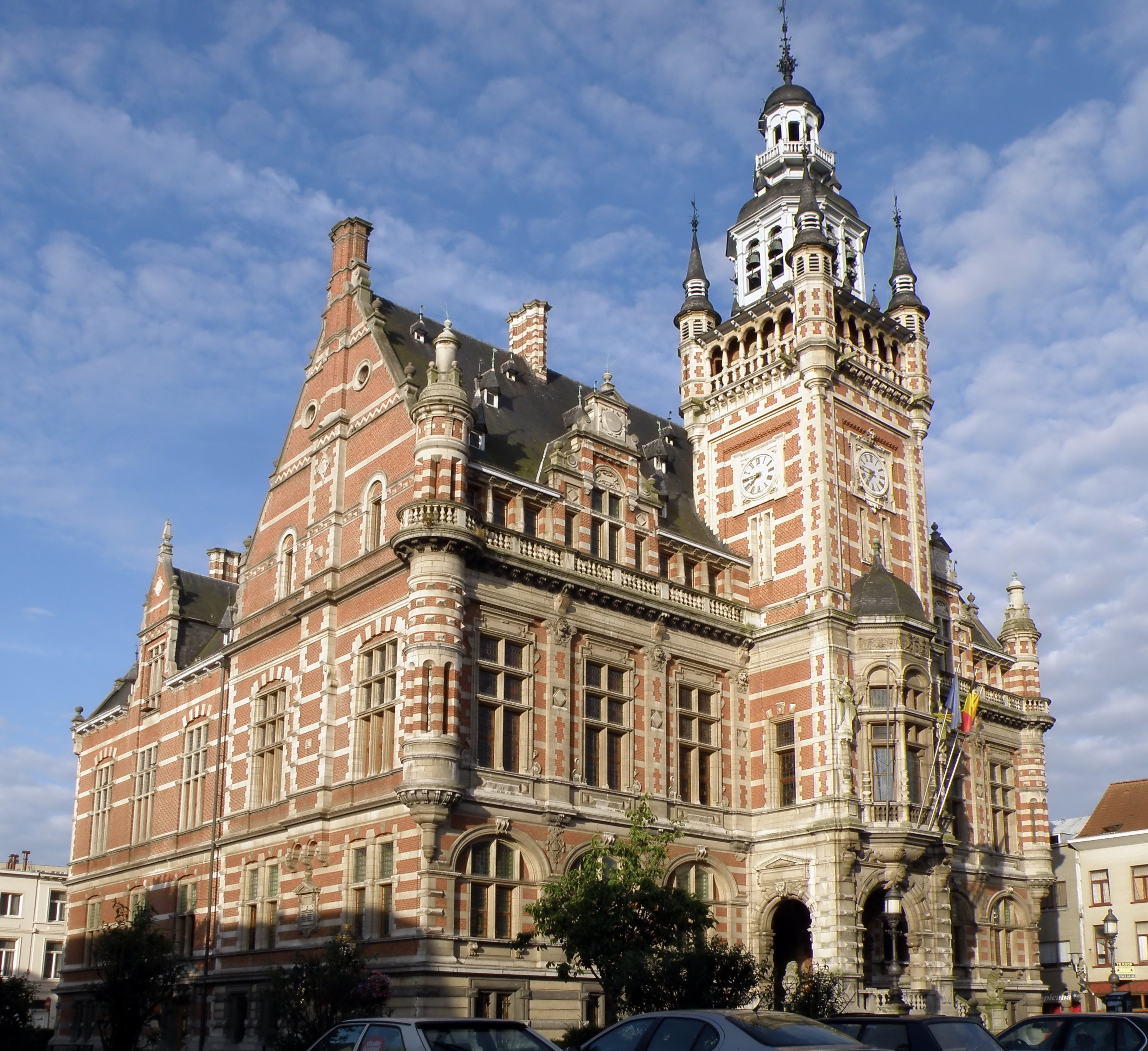
Mairie de Borgerhout.

C’est sans doute le chef-d’œuvre de l’architecte, et incontestablement sa création la plus célèbre. Blomme se vit confier en 1886, conjointement avec son frère Henri, la conception, pour ce faubourg est de la ville d’Anvers, d’une nouvelle maison communale (=mairie), appelée à remplacer l’ancienne maison communale, dite Reuzenhuis, devenue trop exiguë et vétuste. Les plans dessinés par le duo d’architectes sont ceux d’un imposant édifice rectangulaire de style néo-renaissance flamande, de sept travées sur cinq et de deux niveaux, surmontant une cave-haute formant soubassement, et recouvert de toitures à bâtière disposées entre elles en équerre. Le parement est de brique, avec emploi de pierre pour les éléments décoratifs (bandeaux, moulurations, etc.) et constructifs (encadrements de baies, oriel, etc.). La façade principale est le mur gouttereau nord, de sept travées ; plus richement décorée, elle est flanquée de part et d’autre de tourelles d’angle, présente deux lucarnes renaissance à pignon de deux niveaux, à ailerons, et coiffées d’un fronton, est surmontée d’un attique en balustrade, et comprend, en saillie dans la travée centrale, un beffroi carré, à trois étages, appuyé sur un porche à arcs plein-cintre, doté d’un oriel trapézoïdal sur cul-de-lampe et de tourelles d’angle, et enfin couronné d’une lanterne polygonale à claire-voie renfermant un carillon.
À l’intérieur, on remarque plus particulièrement : une majestueuse cage d’escalier centrale, avec charpente en chêne d’inspiration anglaise et galeries à arcades plein-cintre ou surbaissées, sur colonnes de marbre noir ou brun à fût pansu ; des voûtes d’arêtes en brique ; des encadrements de porte de style renaissance en marbre noir ; des salles aux lambris, parquets et plafonds en bois de chêne ; et de monumentales cheminées à l’âtre de marbre et de bois, d’inspiration renaissance.

### Maisons particulières

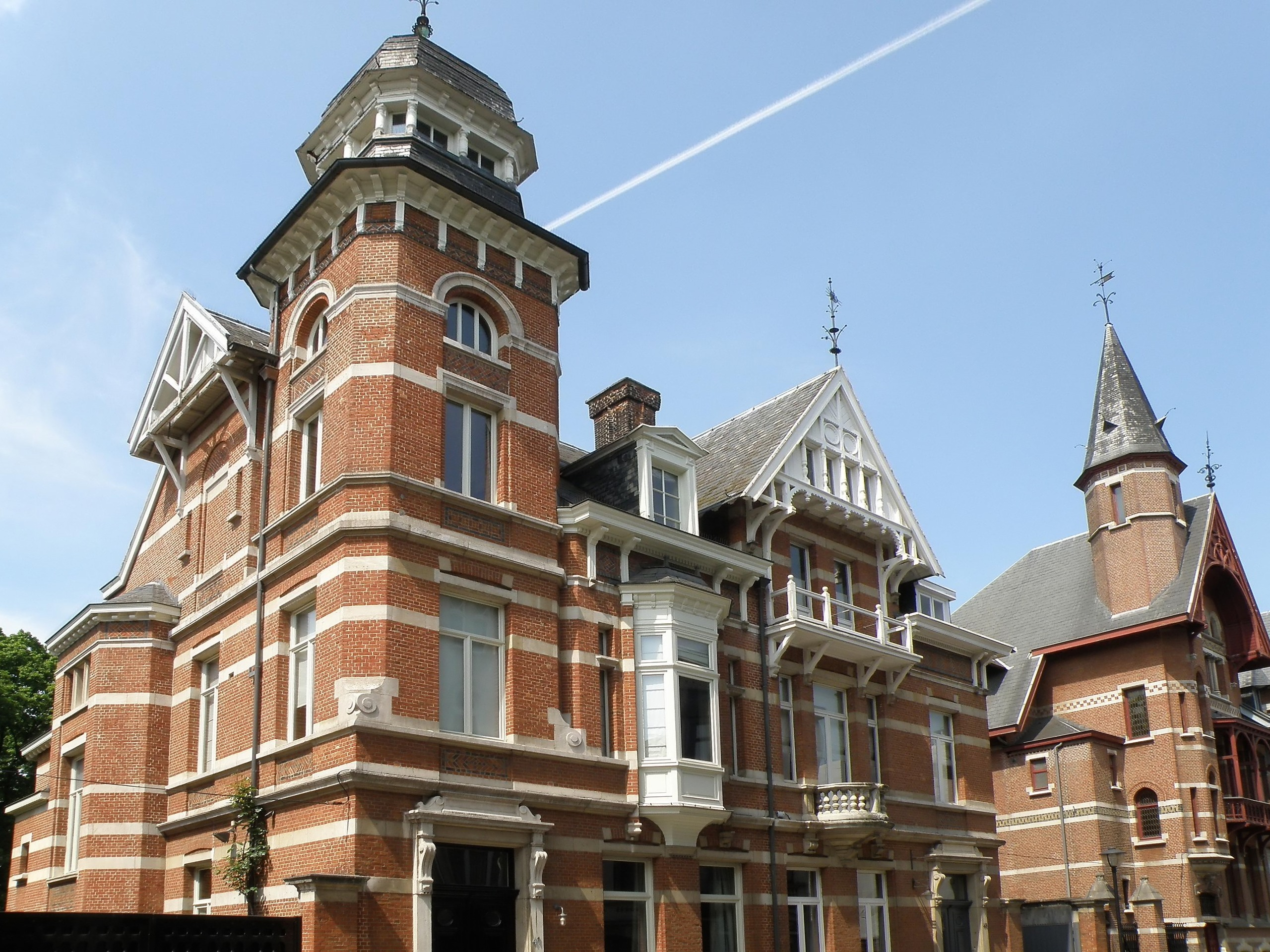
Demeures privées dans le quartier Zurenborg d'Anvers.

Dans l’ordre des maisons individuelles, on a conservé des frères Blomme :
-	dans le vieux centre d’Anvers, non loin de la cathédrale, une maison de quatre travées et trois niveaux, à façade gouttereau couverte d’un enduit blanc, dont seul le deuxième étage est resté dans son état d’origine (les deux autres niveaux ayant été totalement transformés pour répondre aux besoins d’un commerce au rez-de-chaussée) ; l’étage préservé comprend un léger ressaut dans lequel s’inscrivent les trois travées de gauche et est surmonté d’une corniche profilée (1884).
-	dans le quartier Zurenborg, sises Transvaalstraat, deux villas attenantes à trois façades, en brique et grès, conçues dans un style éclectique où prédominent les éléments néo-renaissance flamande et anglo-normands (1892) ; dans le même quartier, Cogels-Osylei, ensemble de trois villas contiguës, de style semblable aux précédentes, construites en brique et pierre, se présentant comme une succession de murs gouttereaux et pignons, mêlant aux façades néo-renaissance, à l’instar des demeures de la Transvaalstraat, des éléments en bois empruntés au style anglo-normand, tels que auvents, logettes, balcons, colombages, etc. (1895).

### Orphelinat d’Anvers

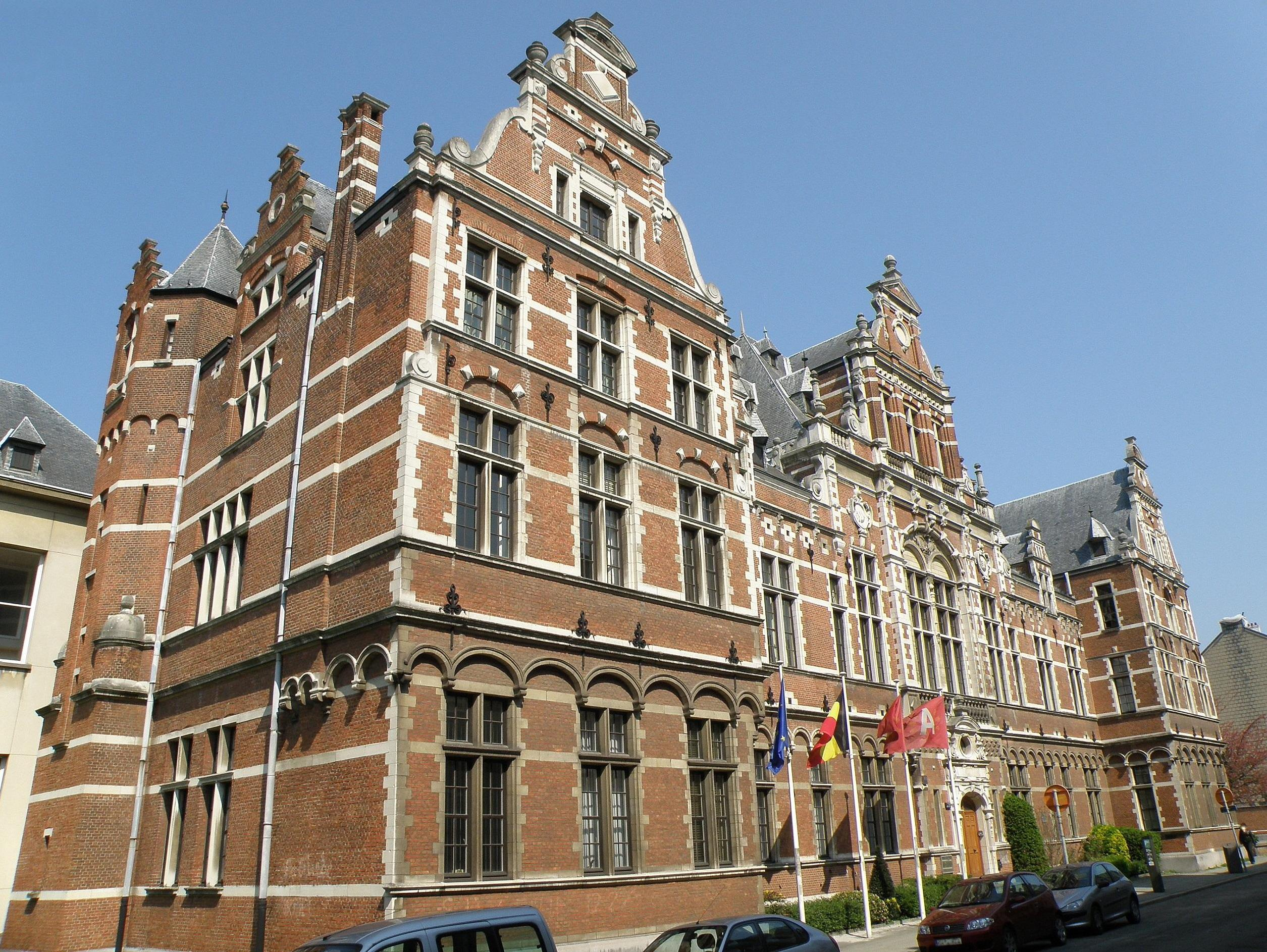
Orphelinat de la rue Durlet à Anvers.

Ce vaste complexe ― la façade sur rue mesure près de 55m de long ―, autrefois orphelinat de garçons, situé dans un faubourg sud d’Anvers, héberge aujourd'hui un établissement d’enseignement supérieur (Institut municipal supérieur de Commerce et d’Administration). Il fut érigé entre 1879 et 1881 selon des plans élaborés en 1876 par les frères Blomme, sortis vainqueurs du concours d’adjudication. 
De style néo-renaissance flamande, et déployant tout le vocabulaire architectural et ornemental renaissant, l’édifice se compose : d’une part, côté rue, d’un imposant corps de bâtiment en forme de U très aplati, comprenant une aile principale parallèle à la rue, à façade gouttereau de deux niveaux, flanquée de part et d’autre de deux courtes ailes latérales en retour d’équerre, se terminant par des façades pignons légèrement dissemblables et de trois niveaux ; et d’autre part, par derrière, de deux longues ailes parallèles venant s’articuler perpendiculairement au corps de logis principal, ― l’une, celle de droite, à deux niveaux et treize travées, avec en son milieu un pignon de même style, mais plus sobre, l’autre, celle de gauche, de même longueur que la précédente, mais d’un seul niveau, et bordée d’une galerie à arcades en anse de panier sur pilastres ― et d’une troisième aile plus courte, perpendiculaire aux deux autres, à deux niveaux et cinq travées, dotée d’une tour ; ces trois ailes dessinent ensemble, avec l’aile principale côté rue, une cour intérieure rectangulaire. Toutes les baies qui s'ouvrent sur cette cour sont à anse de panier. Une deuxième cour plus petite, qui s’étendait autrefois derrière la première, n’existe plus. 

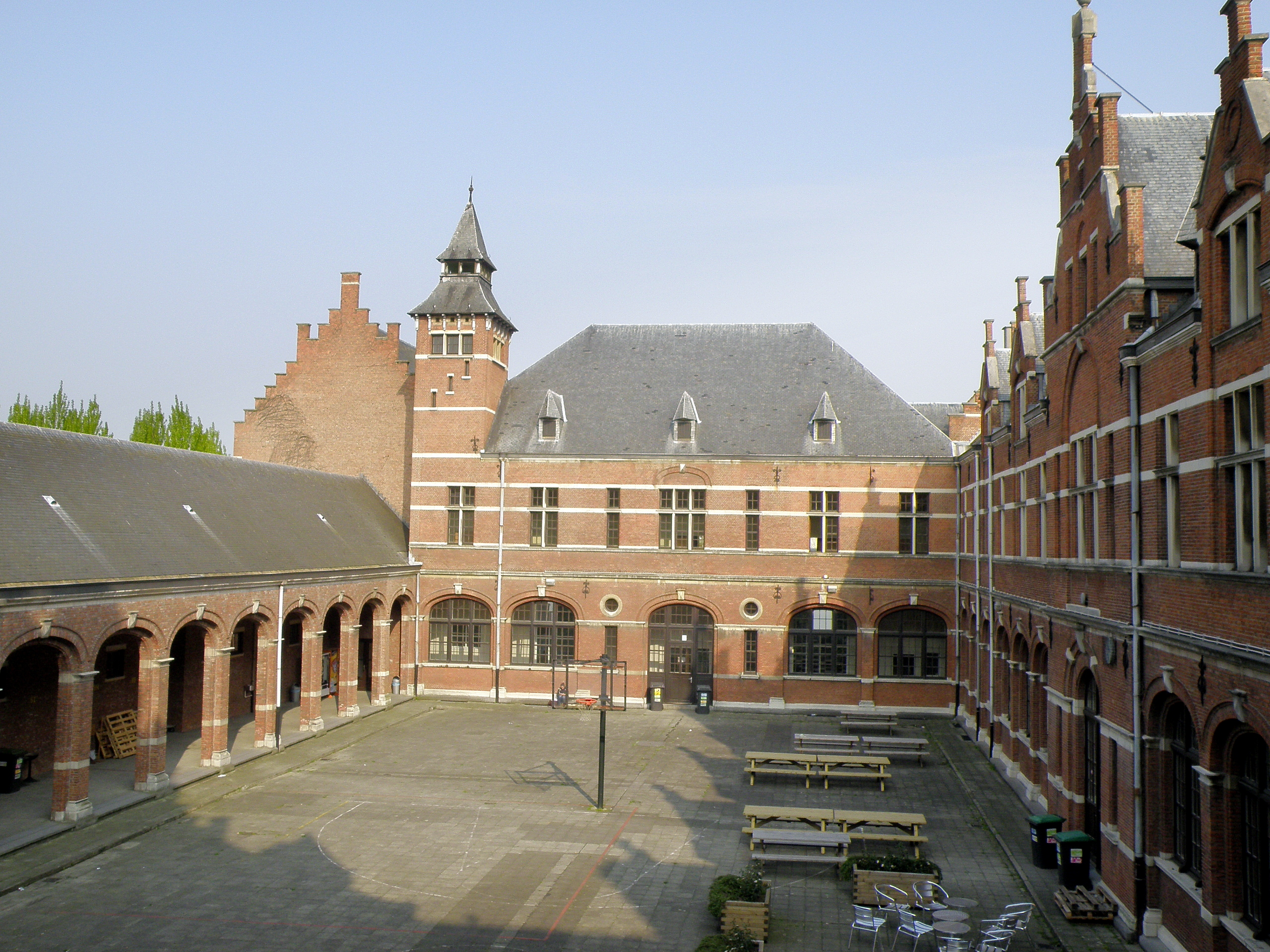
Cour intérieure de l'orphelinat.

La façade gouttereau de l'aile principale comporte en son milieu un massif d’entrée, en légère saillie, qui comprend un portail d’entrée à forte charge ornementale renaissance et une baie monumentale à l'étage, et que surmonte un pignon décoré d’ailerons en doucine et de vases, et couronné d’un fronton triangulaire à pinacle ; les façades pignons, par lesquelles les ailes latérales se présentent à la rue, comportent un ressaut au premier étage, soutenu par une frise d’arceaux, et se terminent par un pignon de même style que celui du massif d’entrée, quoiqu'un peu moins élaboré, et coiffé cette fois d’un fronton cintré. L’édifice est en brique mais a largement recours à la pierre pour les encadrements de baies, les cordons, les chaînages d’angle, les meneaux, les contours des pignons et frontons, etc. La décoration est, par ailleurs, profuse : volutes, points de diamant, médaillons, boulins, fuseaux, ancres décoratives constellent la façade.
L'architecture intérieure est, à l'inverse de celle extérieure, des plus dépouillées.

### Châteaux

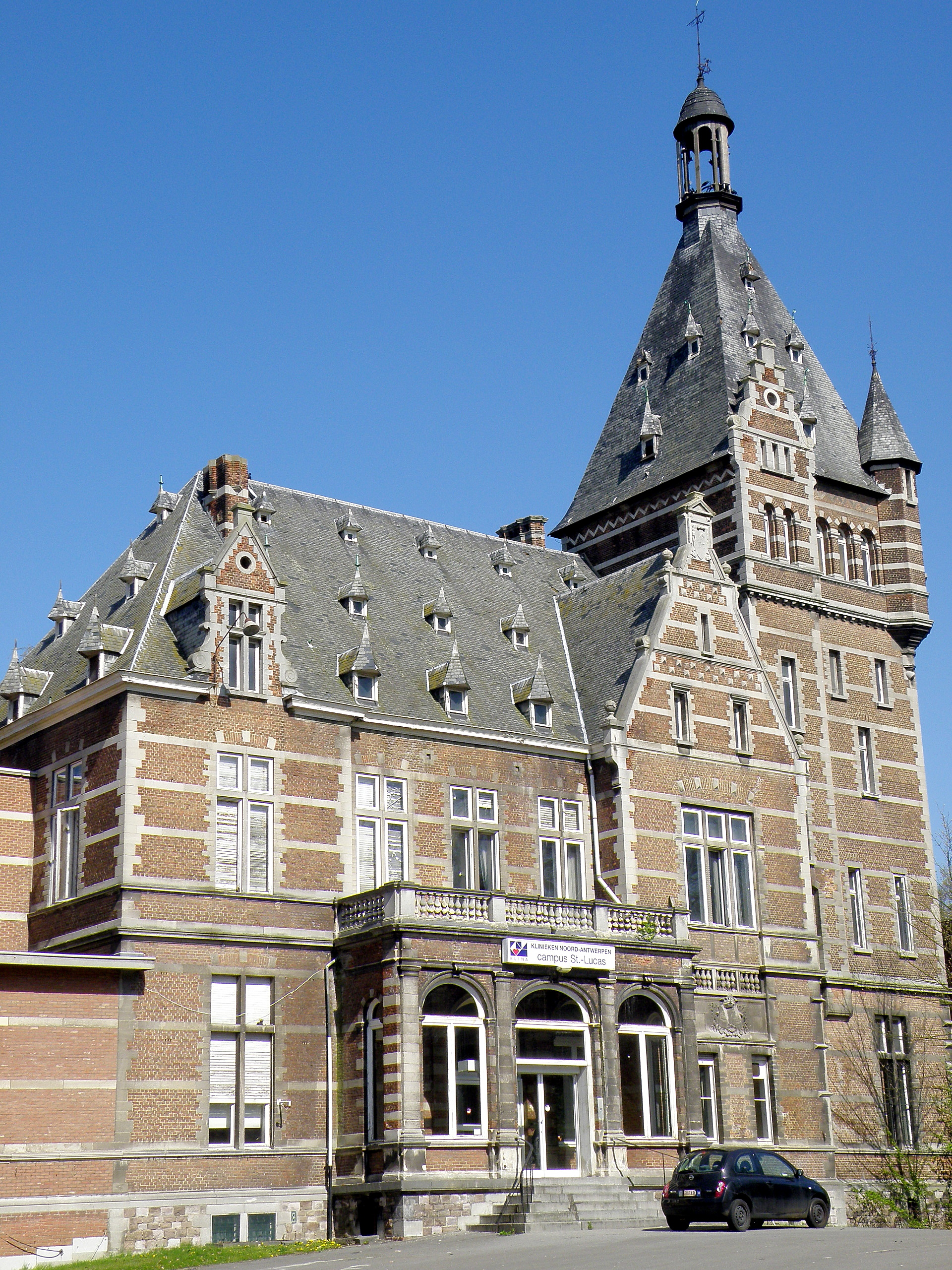
La clinique Saint-Luc à Ekeren (démolie en 2023).

En 1903, le chevalier Van Delft confia à Blomme la conception d’un château à Ekeren, à édifier sur le même emplacement qu’un autre, datant du XIXe siècle, que le nouveau devait remplacer. Du château originel du XVIIe siècle, qu’entourait une douve, ne subsiste plus aujourd'hui qu’une ruine, située dans l’angle sud-ouest du domaine. Le nouveau château, de style néo-renaissance flamande, appelé hôtel van Delft (néerl. Hof van Delft) ou Laarkasteel, est généralement connu aujourd'hui sous l’appellation de clinique Saint-Luc (néerl. Sint-Lucaskliniek), depuis qu’il fut réaménagé en hôpital et agrandi de nouvelles ailes en 1946. Après la construction d’un nouvel hôpital à Brasschaat vers 1990, le complexe changea de destination et servit tour à tour de justice de paix, puis de centre d’accueil pour demandeurs d’asile, et s'est ensuite trouvé désaffecté ; trop délabré entre-temps, et insusceptible de réhabilitation, l'édifice a été démoli en 2023. Le corps de bâtiment conçu par Blomme était une bâtisse rectangulaire en brique, à deux niveaux et à toiture en croupe parsemée de petites lucarnes. Les bandeaux, pierres d’angle, encadrements de baie, frises, etc. étaient en pierre. Une tour carrée massive, de quatre niveaux, couverte d’un comble à croupe, également piquetée de petites lucarnes, se terminant par une lanterne, était incorporée à l’extrémité nord du bâtiment ; le dernier étage, en encorbellement, était doté de deux tourelles d’angle polygonales. Deux travées de la façade principale (orientale) étaient en saillie, celle de gauche se terminant par une lucarne, celle de droite par un pignon à deux niveaux. Dans cette même façade s’inscrivait un portique d’entrée, à trois ouvertures plein-cintre flanquées de pilastres, et couverte d’une terrasse à balustrade.

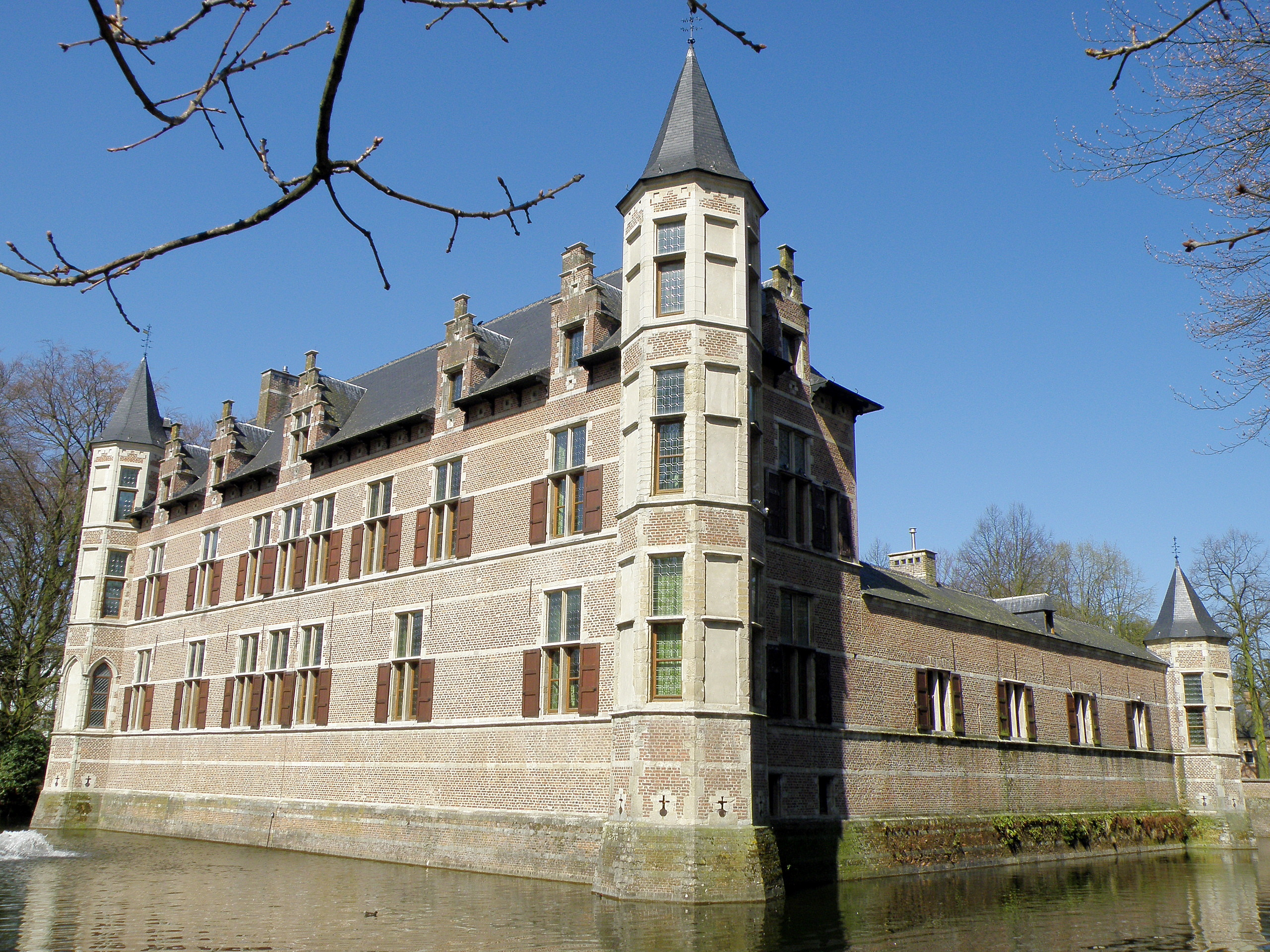
Manoir Van Veltwijck, restauré et pourvu d'un étage (à gauche) par les frères Blomme.

Le manoir Tallaert (ou Tallaart, néerl. Tallaerthof) ou château Baeyens (néerl. kasteel Baeyens), grande villa en style néo-renaissance flamande avec ingrédients anglo-normands, situé au centre d’un vaste domaine agricole et boisé un peu à l’écart et à l’ouest de la localité de Koningshooikt (comm. de Lierre), fut construit en 1905 selon des plans de Blomme. L’édifice était destiné à remplacer un pavillon de chasse de style classique qu’y avait fait édifier en 1848 un des propriétaires précédents du domaine. Racheté en 1910 par Mme Baeyens, il fut entièrement détruit pendant la Première Guerre mondiale ― une redoute Tallaert se trouve en effet à proximité ―, mais reconstruit ensuite.
En 1905, Blomme fut chargé de restaurer le château Van Veltwijck, manoir de plaisance de style traditionnel en brique et pierre, ainsi dénommé d’après son premier propriétaire, lequel vécut au XVIe siècle. Situé à Ekeren, le manoir consistait à l’origine en un carré de bâtiments sans étage, entouré d’une douve, et doté aux angles de quatre tours élancées. Il fut remanié plusieurs fois par la suite, en particulier dans la deuxième moitié du XVIIIe siècle, lorsque l’aile nord fut enlevée, de façon à obtenir un bâtiment en forme de U. L’intervention de Blomme consista non seulement en une restauration générale de l’ensemble, mais aussi à exhausser d’un étage l’aile principale ; celle-ci, occupant le côté sud, est de huit travées, dont quatre comportent des lucarnes à gradins, et porte une toiture à croupe. En 1902, le complexe de bâtiments, incluant la porterie, sise 500 m en avant, fut acquis par la commune d’Ekeren, qui l’aménagea en mairie.

### Bâtiments industriels

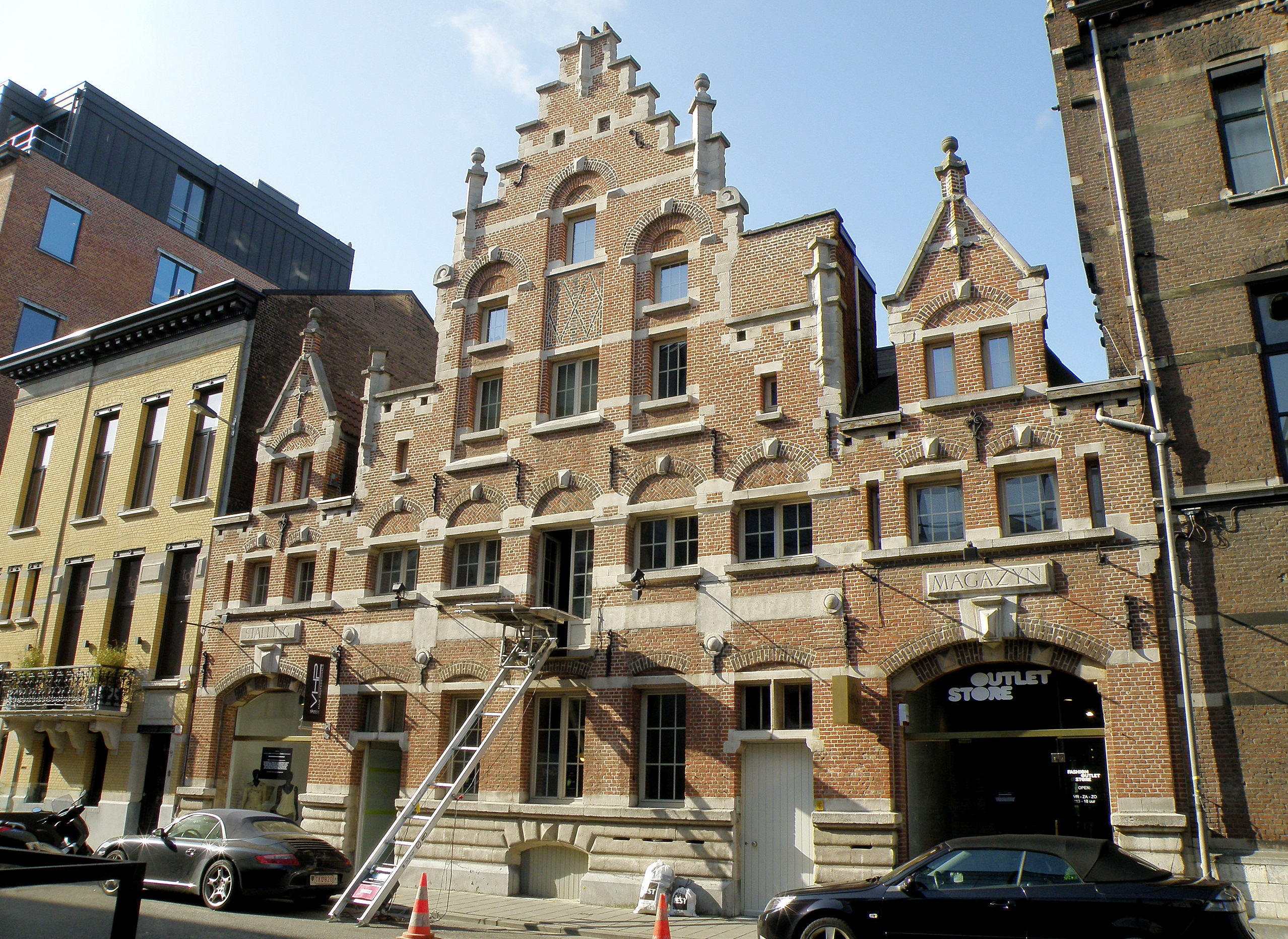
Entrepôt de la rue de Burbure.

Peu de bâtiments industriels ont été conçus par les frères Blomme. Un édifice marquant est néanmoins l’entrepôt de l’ancienne brasserie Brys, situé dans le quartier Zuid à Anvers, et dont les Blomme dessinèrent les plans en 1883. La façade sur rue, de style néo-renaissance flamande, longue de neuf travées et haute de deux niveaux, est structurée en trois parties : une partie centrale de cinq travées, surmontée d’un haut pignon à redans, est flanquée de chaque côté d’une partie plus petite, large chacune d’une travée seulement (avec porte cochère), se terminant par un pignon. La façade est en brique, avec emploi de pierre pour les linteaux et les appuis des baies, le claveau central des arcs de décharge (plein-cintre ou surbaissés), les contours des pignons, les pinacles, les cordons, les boulins, etc.).

### Restaurations

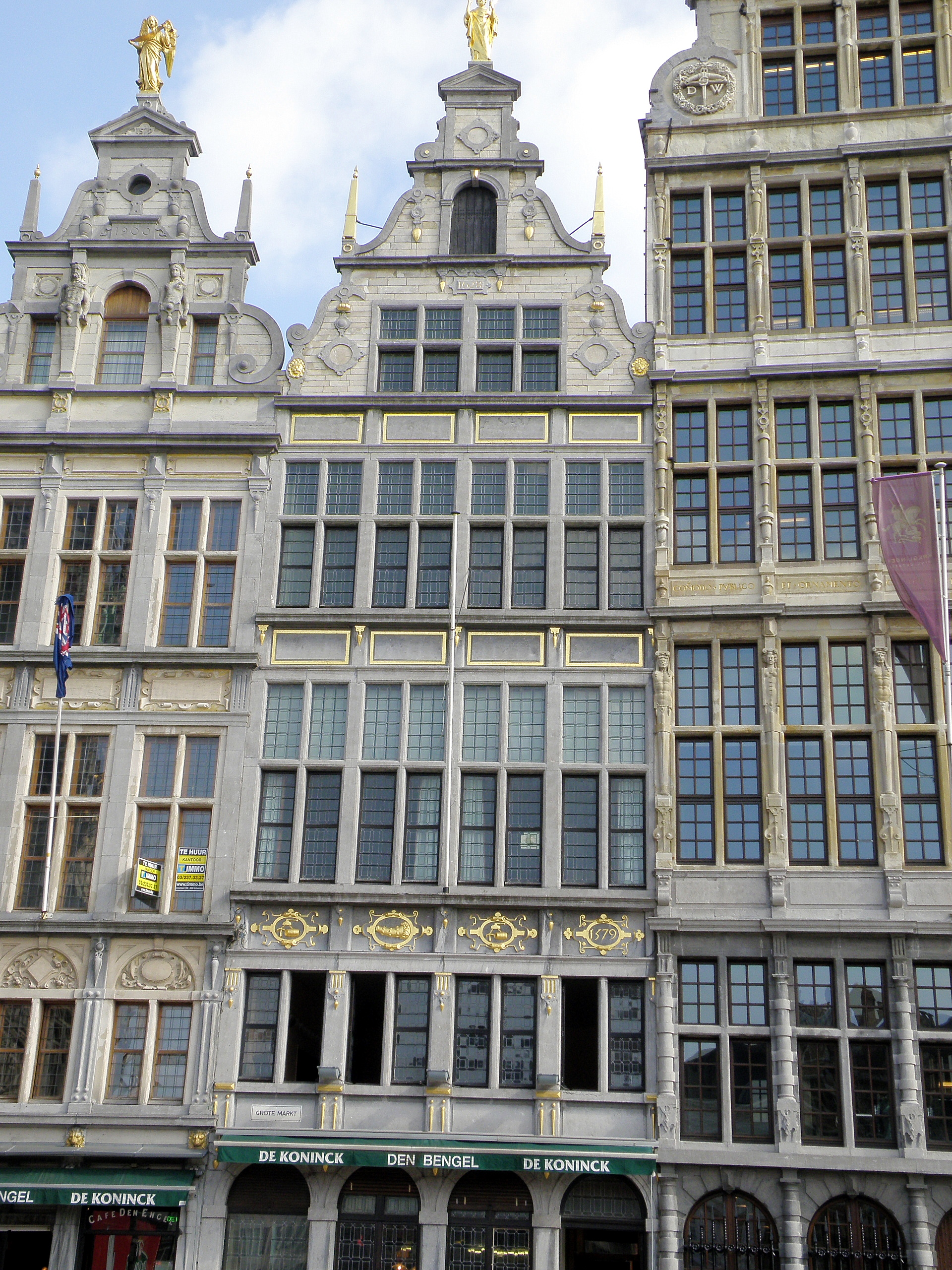
Maison de guilde De Mouwe, restaurée par L. Blomme en 1907.

En 1880, Blomme fut chargé de la restauration du palais de Marguerite d’Autriche (dit aussi Hôtel de Savoie, actuellement tribunal de première instance), vaste complexe rectangulaire de bâtiments avec cour intérieure, situé dans le centre de Malines. Marguerite d’Autriche, gouvernante des Pays-Bas, qui s’était fixée à Malines en 1507, y fit construire un nouveau palais, en transformant le palais existant construit par Marguerite d’York et en l’agrandissant de nouvelles ailes. Ce palais, qui passe pour une des constructions en style renaissance les plus anciennes des Pays-Bas, fut réalisé en deux campagnes, en 1507 d’abord, sous la direction d’Antoine Keldermans le Jeune, puis de 1517 à 1530, sous la direction de Rombaud Keldermans, deuxième campagne cependant interrompue par la mort de la gouvernante, laissant inachevée la partie ouest du complexe. Celui-ci fut racheté par la ville de Malines pour y héberger le Grand Conseil jusqu’en 1695. Au milieu du XIXe siècle fut ordonnée une restauration de la partie nord, sacrifiant le mobilier originel en chêne, puis, après le transfert (en 1876) du complexe dans son ensemble à la province d’Anvers, furent entrepris, sous la direction cette fois de Léonard Blomme, une restauration et un réaménagement des bâtiments afin de les rendre aptes à accueillir tous les services d’un tribunal de première instance. Ainsi l’intérieur fut-il rénové, selon les conceptions historicisantes de Viollet-le-Duc, qui étaient en vogue à l’époque, par la mise en place de nouveaux manteaux de cheminée, de nouvelles ferronneries et boiseries, et l’installation de nouveaux meubles en chêne, le tout dans le style néo-renaissance flamande.
Sur la Grand’Place d’Anvers, Léonard Blomme restaura en 1907 la maison de guilde dite De Mouwe ou Cuypershuis, l’ancienne maison de la corporation des chaudronniers. Daté de 1579 pour le rez-de-chaussée et de 1628 pour le pignon, l’édifice était ― contrairement à la plupart des autres maisons de guilde de la Grand’Place, qui, détruites ou transformées, durent être reconstruites selon les anciens plans ― resté intact jusqu’au début du XXe siècle. Il s’agit d’une maison en pierre, à façade pignon de quatre travées et trois niveaux, auquel s’ajoute un étage sous comble. Façade et pignon portent une profusion d’ornements renaissance ; certains ont été ajoutés par Blomme.

### Fontaines publiques
En sa qualité d’architecte provincial, Blomme fut amené à réaliser des fontaines publiques dans plusieurs villages de l’arrondissement de Malines. Deux au moins de ces fontaines ont été conservées, qui comptent parmi les premières réalisations du jeune architecte : celle sur la place de Koningshooikt, disposée là en 1870, consistant en une colonne sur socle, signée et datée, couverte de diverses inscriptions et ornementations en relief, armoriée, et couronnée d’un hémisphère portant le buste du roi Léopold Ier ; une autre, de 1872 (restaurée en 1988), dans la commune de Nijlen, corps de pompe parallélépipédique coiffé d’un fronton triangulaire et portant sur sa face avant une tête de lion par la gueule duquel passe le tuyau d’eau.